# 2014 في الإمارات العربية المتحدة
فيما يلي قوائم الأحداث التي وقعت خلال عام 2014 في الإمارات العربية المتحدة.

## رياضة
- 23 نوفمبر – جائزة أبوظبي الكبرى 2014 الفائز لويس هاملتون.

## أفلام
من الأفلام التي صدرت هذه السنة في الإمارات العربية المتحدة:
- 4 سبتمبر – ذيب من إخراج ناجي أبو نوار.
- 6 سبتمبر – الأوديسة العراقية من إخراج سمير.

## موسيقى

### ألبومات
من الألبومات التي صدرت هذه السنة في الإمارات العربية المتحدة:
- 1 يناير – يا بشر من غناء ديانا حداد.